# Ghiacciaio Langhovde
Il ghiacciaio Langhovde è un ghiacciaio lungo circa 15 km situato sulla costa del Principe Harald, nella Terra della Regina Maud, in Antartide. Il ghiacciaio si trova in particolare nel versante orientale delle colline Langhovde, dove scorre verso nord fino a arrivare nella baia Hovde, sulla cosa orientale della più grande baia di Lützow-Holm.

## Storia
Il ghiacciaio Langhovde è stato mappato e così battezzato da cartografi giapponesi grazie a fotografie aeree scattate nel corso della spedizione giapponese di ricerca antartica svoltasi tra il 1957 e il 1962, e così battezzato per la sua prossimità alle già citate colline Langhovde, che devono il proprio nome all'espressione norvegese Langhovde, letteralmente "lungo colle".